# 氷見線
氷見線（ひみせん）は、富山県高岡市の高岡駅から富山県氷見市の氷見駅に至る西日本旅客鉄道（JR西日本）の鉄道路線（地方交通線）である。

## 概要
あいの風とやま鉄道線（旧：北陸本線）から分岐するローカル線のひとつであり、富山湾岸を走る。高岡駅 - 能町駅間では万葉線高岡軌道線と並行し、伏木駅付近は工業地帯となっている。
能町駅からは日本貨物鉄道（JR貨物）の貨物線である新湊線が分岐しており、高岡駅 - 高岡貨物駅間には貨物列車が運行されている。JR貨物は能町駅 - 伏木駅間の鉄道事業許可も受けているが、近年運行実績はない。
なお、2015年3月14日の北陸新幹線開業を控えて、2010年にJR西日本の佐々木隆之社長（当時）は、赤字対策として氷見線を廃止してバス転換を行うか、本数削減などを含めて地元自治体と協議したいとしていたが、2012年1月28日に北陸新幹線金沢開業後も引き続きJR西日本が運営するとともに、運転本数についても大幅な変更はないと発表した。このため、本路線は、JR西日本の城端線ならびにJR貨物の新湊線のほかにはJRの在来線路線と接続しない路線となる。
2023年10月23日、富山県や沿線自治体などが今後の経営のあり方を話し合う「城端線・氷見線再構築検討会」が開かれ、城端線とともに第三セクター鉄道のあいの風とやま鉄道がJR西日本より経営を引き継ぐ方針を固めた。県は、再構築計画の素案を同年11月に示すよう準備を進め、11月29日に開かれた城端線・氷見線の再構築検討会で提示された素案では、あいの風とやま鉄道がJR西日本から城端線と氷見線の経営を引き継ぐ際の施設整備にかかる費用として約342億円を想定し、このうちJR西日本が150億円を拠出、新型鉄道車両をあわせて34両を176億円をかけて導入する、両線の運行本数を1日当たり60本程度まで増発しパターンダイヤを導入するなどとした。両線のあいの風とやま鉄道への移管は「再構築の実施計画が開始される2024年2月からおおむね5年後で新型鉄道車両の導入がすべて完了する時期」とした。なお、国土交通大臣は当計画を地域公共交通の活性化及び再生に関する法律第24条第2項に基づき、2024年（令和6年）2月8日付けで認定を行なった。
全区間をJR西日本金沢支社北陸広域鉄道部が管轄している。

### 路線データ
- 管轄・路線距離（営業キロ）：
  - 西日本旅客鉄道（第一種鉄道事業者）：
    - 高岡駅 - 氷見駅間 16.5 km

  - 日本貨物鉄道（第二種鉄道事業者）：
    - 高岡駅 - 伏木駅間 (7.3 km)
- 軌間：1,067 mm
- 駅数：8（起終点駅含む）
  - 氷見線所属駅に限定した場合、城端線所属[8]（2015年3月13日までは北陸本線所属[9]）の高岡駅が除外され、7駅となる[8]。
- 複線区間：なし（全線単線）
- 電化区間：なし（全線非電化）
- 閉塞方式：特殊自動閉塞式（軌道回路検知式）
- 運転指令所：金沢総合指令所（北陸広域鉄道部高岡CTC）
- 最高速度：85 km/h
- 平均通過人員： § 利用状況を参照
- IC乗車カード対応区間：2024年度時点でなし

## 沿線概況
高岡駅を出ると北東方向に向けてカーブをして住宅街の合間を抜ける。この付近の西側には、前田利長によって築かれた高岡城の城跡を公園として整備し、日本さくら名所100選にも選ばれた高岡古城公園があり、越中中川駅が最寄り駅の一つになっている。駅周辺にはこのほかにも、高岡市役所・高岡市美術館や富山県高岡文化ホールなど高岡市の主要施設が集まるエリアであるとともに、高等学校も集中している。
越中中川駅を発車して右手にある富山県立高岡高等学校を過ぎると直線が続き、国道8号（富山高岡バイパス）の高架橋をくぐって住宅街の中を進み、能町駅に到着する。能町駅はかつての貨物輸送の拠点駅となっており、日本曹達・日本ゼオンの専用鉄道が能町駅手前の左手後方から、中越パルプ工業の専用鉄道が駅の右手前方へ分岐していたが、現在はJR貨物の新湊線が駅の右手前方へ分岐しているのみになっている。
能町駅の先で万葉線高岡軌道線と交差して中越パルプ工業の脇を進むと小矢部川を渡って工業地帯に入り、東亞合成高岡工場と、日本総合リサイクル（以前は日本車両リサイクルという社名だった。旧日本製紙伏木工場）を右手に見ながら進む。この先、直進方向には貨物ヤードが設けられているが、氷見線は貨物ヤードの方向から左へ分かれ、カーブを進んだところに伏木駅がある。
伏木駅周辺は、大伴家持も国司として赴任したこともある越中国の国府が置かれ、氷見線はその古い町並みの中を進む。越中国分駅を発車すると岩崎トンネルを抜けて富山湾に沿って走行し始める。男岩・女岩を見ながら、源義経と武蔵坊弁慶が奥州に下った際に雨宿りをしたといわれている義経岩のそばを通過し、富山湾越しに立山連峰を眺めることができる氷見線では最高の絶景の区間を走行する。雨晴駅 - 島尾駅間の右手には雨晴海岸と呼ばれる海岸があり、海水浴場や海浜公園となっている。田園地帯を進み、仏生寺川を渡ると終点の氷見駅に到着する。

## 運行形態

### 旅客列車
定期列車は普通列車のみで、ほぼ1時間間隔で運転されている。途中駅で折り返す区間運転および、後述の観光列車以外は他線との直通運転は実施されていない。かつては月に一度、水曜日に昼間時間帯の列車が運休となる月もあったが、現在は行われていない。原則としてワンマン運転が実施されているが、長編成となる場合はこの限りではない。氷見駅での車両の夜間停泊は行われておらず、朝に下り1本、夜に上り1本の回送列車が設定されている。
2015年10月10日より観光列車として、臨時快速「ベル・モンターニュ・エ・メール」（愛称：べるもんた）が運行されている。当初は、城端線新高岡駅・高岡駅 - 氷見駅間で毎週土曜日に運行していたが、2017年3月4日以降は毎週日曜日の運行となっている。
高岡市では各種団体などからの提案を受けて、城端線と氷見線の直通化を検証したことがあり、臨時列車のみながらこの観光列車で実現した。城端線とは線路は繋がっているものの直通するためには高岡駅構内であいの風とやま鉄道の線路を利用した複雑なスイッチバックが必要となる。

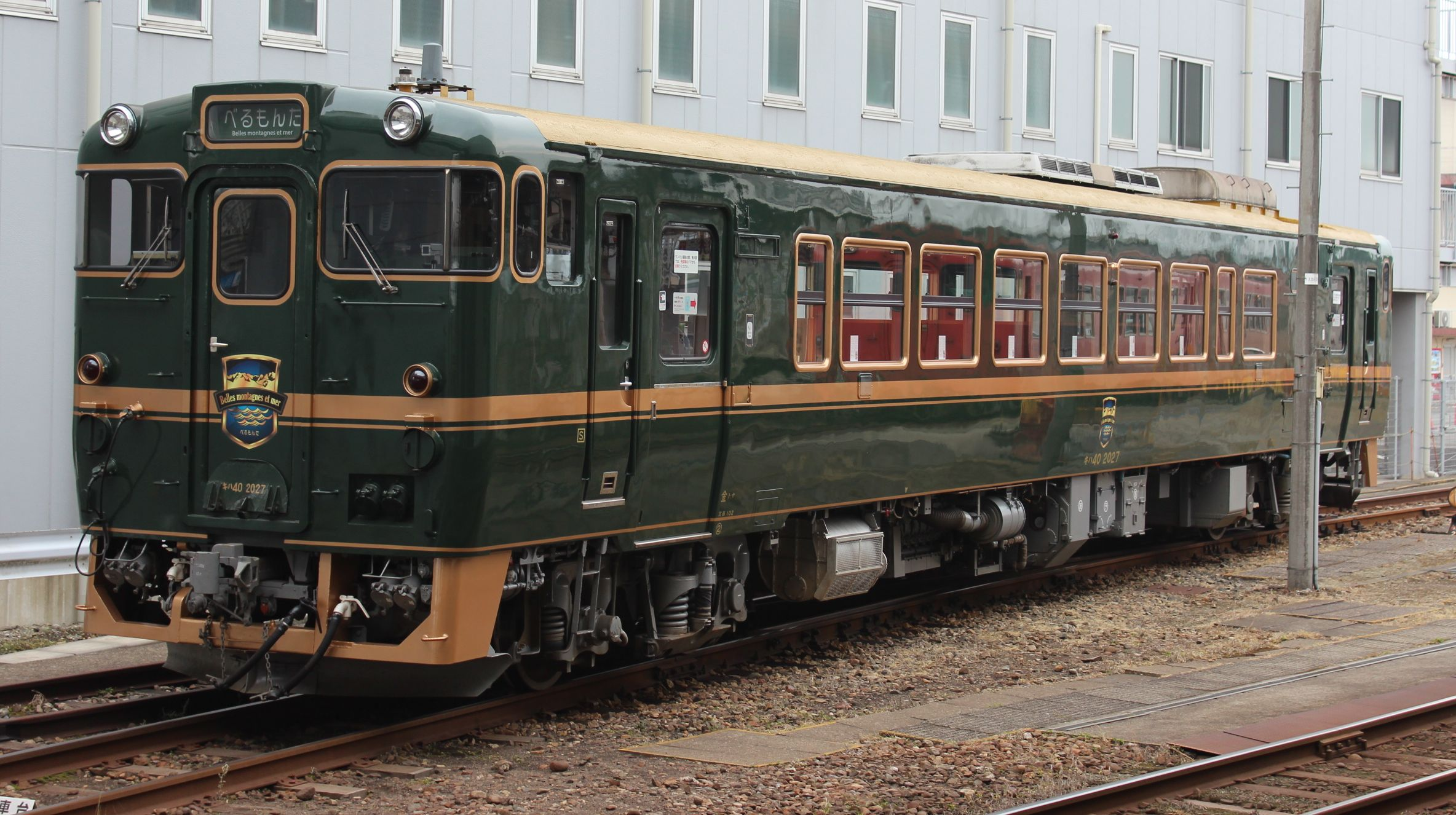
「ベル・モンターニュ・エ・メール」(2016年5月29日)

### 貨物列車
貨物列車は当線の高岡駅 - 能町駅を経由して新湊線直通で運行されている。2019年3月改正時点では、新湊線高岡貨物駅発鹿児島本線福岡貨物ターミナル駅行き、あいの風とやま鉄道線富山貨物駅発新湊線高岡貨物駅行きの高速貨物列車1日1往復である。
日本製紙の工場閉鎖前は高岡駅 - 伏木駅間にも貨物列車があった。伏木駅貨物線は現在も残されているが休止状態にある。2012年、二度にわたりワム80000が伏木駅貨物線に運ばれたが、これは一度高岡貨物駅に専用貨物扱いで輸送し、トラックで1両ずつ移設されたものである。

## 使用車両
旅客列車は、金沢総合車両所富山支所所属のキハ40形・キハ47形気動車で運転されている。原則としてキハ40形の単行（1両編成）で運転されるが、ラッシュ時やイベント時には2 - 4両編成で運転される。
客用ドアの開閉は年間を通じて押しボタンによる半自動ドア扱いとなっている。
また、貨物列車については、JR貨物愛知機関区のDD200形ディーゼル機関車で運転されている。この車両は2020年3月のダイヤ改正以降、高山本線の貨物列車と共通運用で、富山貨物ターミナルと高岡貨物駅の間の全区間で牽引を担当する。

### 忍者ハットリくん列車
2004年3月27日より氷見線と城端線でキハ40形気動車3両に氷見市出身の漫画家藤子不二雄Ⓐの漫画『忍者ハットリくん』のキャラクターが描かれたラッピングを施した「忍者ハットリくん列車」が運行されている。
2008年4月1日からは主人公のハットリくんの声で沿線の案内放送が行われている。ハットリくん音声放送は当初運用列車で終日行われていたが、現在は土休日の日中のみ流されている。城端線で運用される場合はハットリくんの音声放送はない。
2011年に「忍者ハットリくん列車」のラッピングがリニューアルされ、2011年5月13日に高岡駅氷見線ホームにて「忍者ハットリくん列車」リニューアル出発式が開催された。
2021年4月11日から、前のラッピング車両の契約終了を迎えるにあたって外観をリニューアルした「忍者ハットリくん列車」が運転されている。

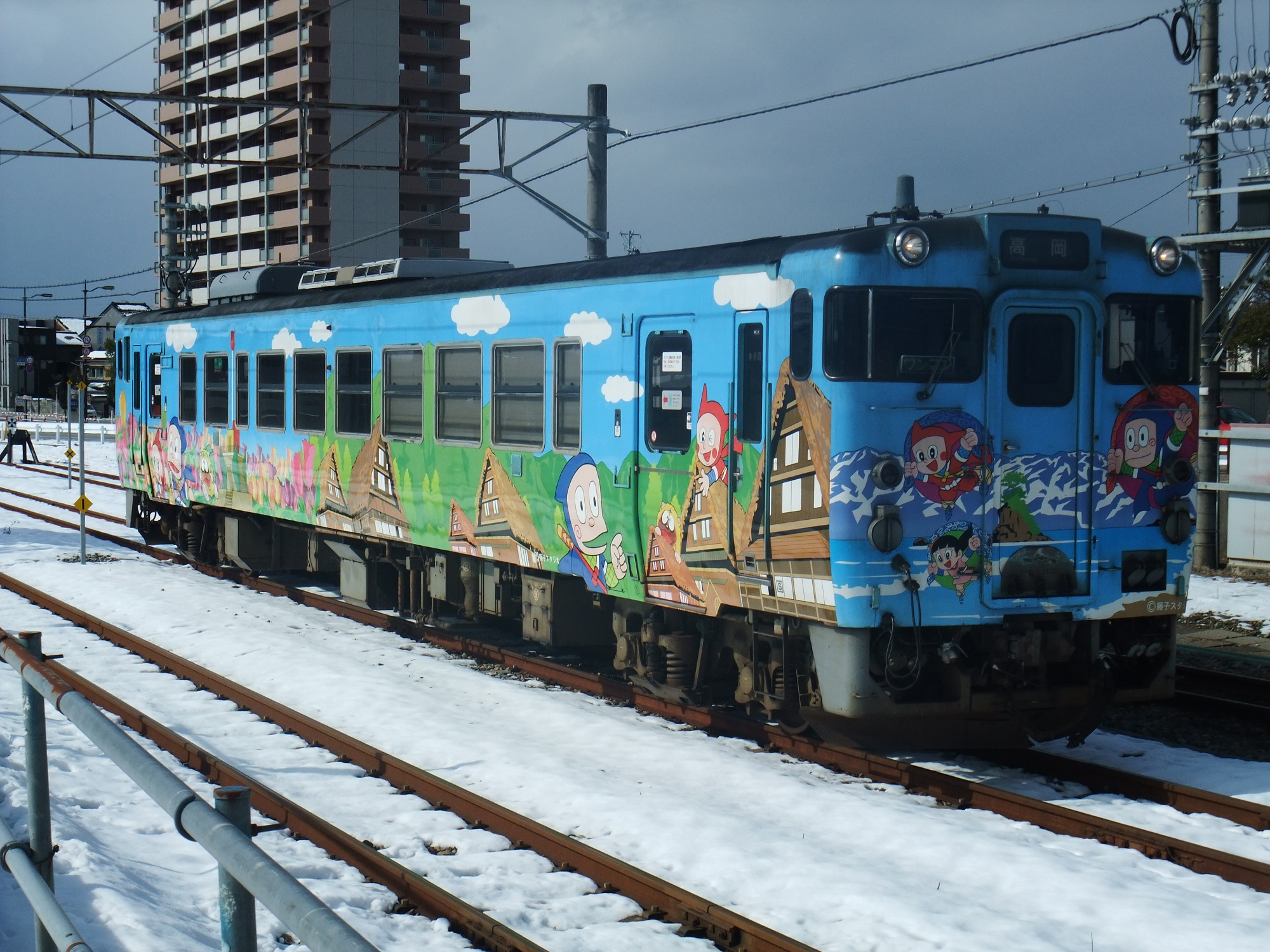
「忍者ハットリくん列車」（2014年2月10日）

### ラッピング列車

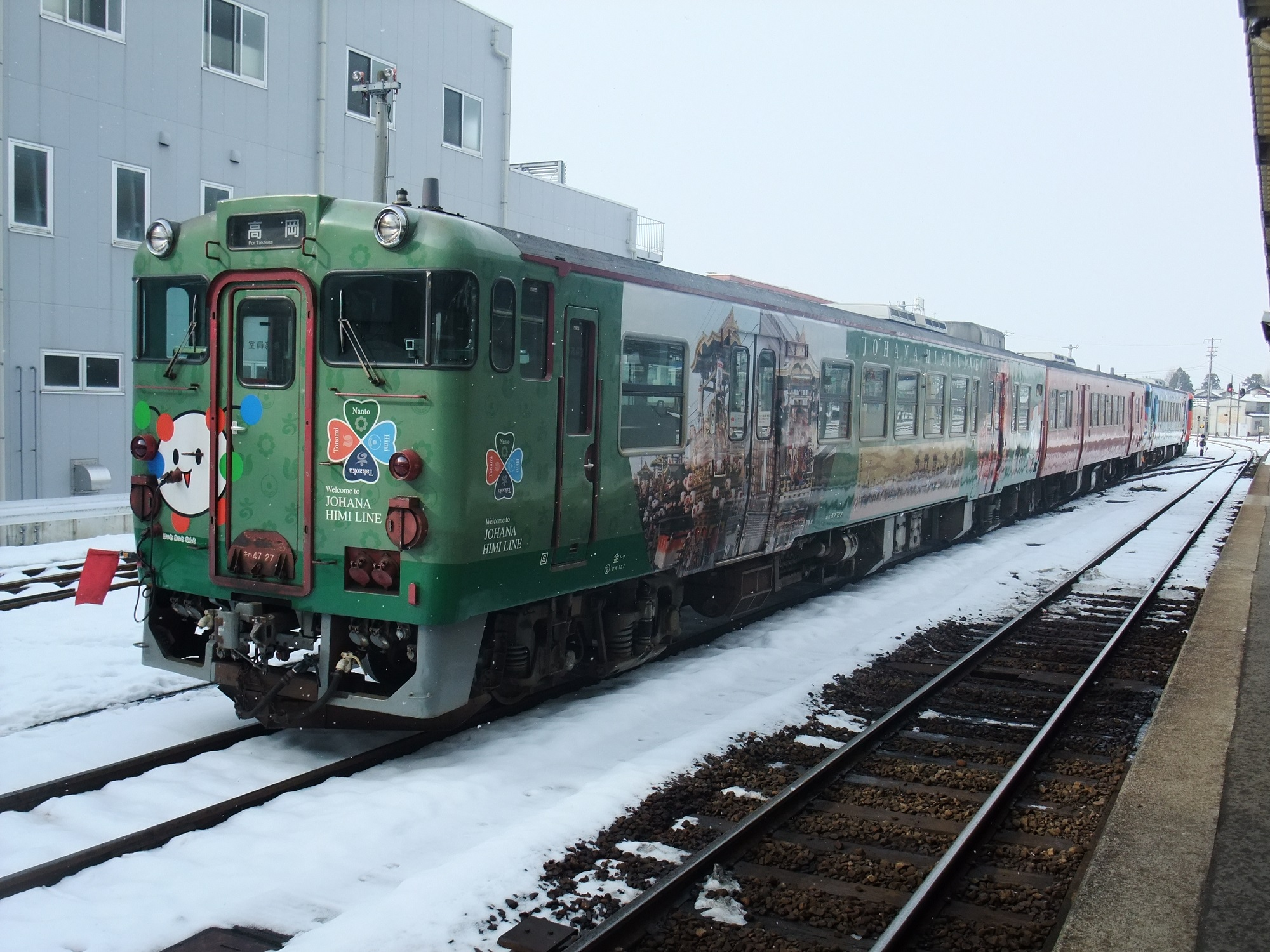
「NANTO君列車」（2014年2月10日）

2012年よりキハ47形気道車4両に氷見・城端線の沿線4市のラッピング列車を施した列車を運転している。高岡編成「あみたん列車」、砺波編成「チューリップ列車」、南砺編成「NANTO君列車」、氷見編成「キット君列車」という名称で、沿線地区に関係なく氷見・城端線と朝夕の城端線富山直通列車で共通運用されている。

## 歴史
中越鉄道により高岡駅 - 城端駅間に続いて開業した。国有化後は伏木駅 - 城端駅間が中越線を名乗ったが、のちに高岡駅 - 氷見駅間が氷見線となった。氷見駅から先は改正鉄道敷設法別表第66号により能登半島を横断して石川県の羽咋駅までの延伸が計画されていたが実現しないまま、いわゆる『盲腸線』となった。
- 1900年（明治33年）12月29日：中越鉄道 伏木駅 - 高岡駅間（4M45C≒7.34km）が延伸開業。伏木駅・能町駅が開業。
- 1912年（明治45年）4月4日：島尾駅 - 伏木駅間（3.9M≒6.28km）が延伸開業。島尾駅・雨晴駅が開業。
- 1912年（大正元年）9月19日：氷見駅 - 島尾駅間（1.9M≒3.06km）が延伸開業、氷見駅 - 高岡駅 - 城端駅間が全通。氷見駅が開業。
- 1916年（大正5年）4月1日：中川停留場が開業。
- 1920年（大正9年）9月1日：中越鉄道全線が国有化。伏木駅 - 高岡駅 - 城端駅間が中越線、伏木駅 - 氷見駅間が氷見軽便線となる[28]。中川停留場が駅に変更され越中中川駅に改称。伏木駅 - 高岡駅間の改マイルにより、同区間で0.1M≒0.16km短縮。
- 1922年（大正11年）9月2日：氷見軽便線が氷見線に改称[29]。
- 1930年（昭和5年）4月1日：マイル表示からメートル表示に変更（伏木駅 - 高岡駅間 4.5M→7.3km、伏木駅 - 氷見駅間 5.8M→9.2km）。
- 1935年（昭和10年）11月20日：気動車運転開始[30][31]。キハ41000を運行[31]。
- 1942年（昭和17年）8月1日：氷見線が高岡駅 - 氷見駅間に変更される。
- 1953年（昭和28年）7月1日：越中国分駅が開業。
- 1978年（昭和53年）3月1日：伏木駅 - 氷見駅間の貨物営業が廃止[12]。
- 1987年（昭和62年）
  - 4月1日：国鉄分割民営化により西日本旅客鉄道が継承。日本貨物鉄道が高岡駅 - 伏木駅間の第二種鉄道事業者となる。
  - 10月5日：城端線、氷見線活性化推進協議会設立[32]。
- 1991年（平成3年）4月1日：高岡駅構内をのぞいた全線が金沢支社の管轄から高岡鉄道部の管轄になる。
- 1992年（平成4年）3月14日：ワンマン運転開始[33]。
- 2001年（平成13年）月日不明：小規模自動進路制御装置 (SRC) が導入。
- 2002年（平成14年）9月14日：氷見線全通90周年と氷見市制50周年を記念して蒸気機関車が運転される[34]。
- 2004年（平成16年）3月27日：「忍者ハットリ君列車」が運転開始[20][21]。
- 2009年（平成21年）6月1日：組織改正により高岡鉄道部が廃止され、全線が富山地域鉄道部の管轄になる[35]。
- 2012年（平成24年）10月8日：氷見線・城端線沿線市町村ラッピング列車運転開始。
- 2015年（平成27年）
  - 3月14日：北陸新幹線開業に伴う組織改編により、全線が北陸広域鉄道部の管轄となる。
  - 10月10日：観光列車「ベル・モンターニュ・エ・メール」（べるもんた）運行開始[14]。
- 2020年（令和2年）1月29日：沿線自治体と富山県、JR西日本がLRT化などの新交通体系に移行する検討を始める[36]。
- 2022年（令和4年）3月12日：観光列車「ベル・モンターニュ・エ・メール」（べるもんた）を除く全ての列車がワンマン運転となる [37]。
- 2024年（令和6年）
  - 1月1日：この日発生した能登半島地震により線路に被害が出たため、同年1月5日まで運転を休止[38]。
  - 2月8日：概ね5年後を目途にあいの風とやま鉄道へ事業譲渡するという地域公共交通活性化法に基づく城端線・氷見線の鉄道事業再構築実施計画を国土交通省が認定[7]。
- 2025年（令和7年）度中：氷見線全駅でICカード「ICOCA」が利用可能となる予定[39]。

## 駅一覧
- ◇：貨物取扱駅（定期貨物列車の発着なし）
- 旅客列車は全列車普通列車（全駅に停車）
- 線路（全線単線） … ◇・∨：列車交換可、｜：列車交換不可
- 全駅富山県内に所在

| 駅名       | 営業キロ | 営業キロ | 接続路線                                                                                              | 線路 | 所在地 |
| 駅名       | 駅間     | 累計     | 接続路線                                                                                              | 線路 | 所在地 |
| ---------- | -------- | -------- | --- | ---- | ------ |
| 高岡駅     | -        | 0.0      | 西日本旅客鉄道：■城端線 あいの風とやま鉄道：■あいの風とやま鉄道線 万葉線：高岡軌道線 （高岡駅停留場） | ∨    | 高岡市 |
| 越中中川駅 | 1.7      | 1.7      | | ｜   | 高岡市 |
| 能町駅◇    | 2.4      | 4.1      | 日本貨物鉄道：新湊線（貨物線）                                                                        | ◇    | 高岡市 |
| 伏木駅◇    | 3.2      | 7.3      | | ◇    | 高岡市 |
| 越中国分駅 | 1.7      | 9.0      | | ｜   | 高岡市 |
| 雨晴駅     | 1.9      | 10.9     | | ◇    | 高岡市 |
| 島尾駅     | 2.6      | 13.5     | | ｜   | 氷見市 |
| 氷見駅     | 3.0      | 16.5     | | ｜   | 氷見市 |

- あいの風とやま鉄道による直営駅
  - 高岡駅（みどりの窓口設置。ただし取り扱いに制限あり）
- JR西日本金沢メンテックによる業務委託駅
  - 氷見駅（みどりの窓口設置）
- 簡易委託駅
  - みどりの窓口設置駅
    - 伏木駅

  - その他の簡易委託駅
    - 越中中川駅、雨晴駅
- 無人駅
  - 能町駅・越中国分駅・島尾駅

なお1970年代後半時点では越中国分駅以外にはすべて駅員がいるという、日本全国のローカル線の中では珍しい存在だった。

## 利用状況
各年度の平均通過人員（人/日）は以下のとおりである。
| 年度                   | 平均通過人員（人/日） | 出典   |
| 年度                   | 高岡 - 永見           | 出典   |
| ---------------------- | --------------------- | ------ |
| 1987年度（昭和62年度） | 4,416                 | [ 40 ] |
| 2013年度（平成25年度） | 2,536                 | [ 40 ] |
| 2014年度（平成26年度） | 2,371                 | [ 41 ] |
| 2015年度（平成27年度） | 2,582                 | [ 42 ] |
| 2016年度（平成28年度） | 2,621                 | [ 43 ] |
| 2017年度（平成29年度） | 2,503                 | [ 44 ] |
| 2018年度（平成30年度） | 2,552                 | [ 45 ] |
| 2019年度（令和元年度） | 2,498                 | [ 46 ] |
| 2020年度（令和02年度） | 2,093                 | [ 47 ] |
| 2021年度（令和03年度） | 2,051                 | [ 48 ] |
| 2022年度（令和04年度） | 2,157                 | [ 49 ] |
| 2023年度（令和05年度） | 2,175                 | [ 50 ] |